# Réserve nationale de faune de la pointe de l'Est
La réserve nationale de faune de la pointe de l'Est est l'une des huit réserves nationales de faune du Canada présentes au Québec. La réserve a pour mission de protéger des habitats servant de halte aux oiseaux migrateurs et de lieux de reproduction à des espèces dont le Pluvier siffleur et le Grèbe esclavon.

## Localisation

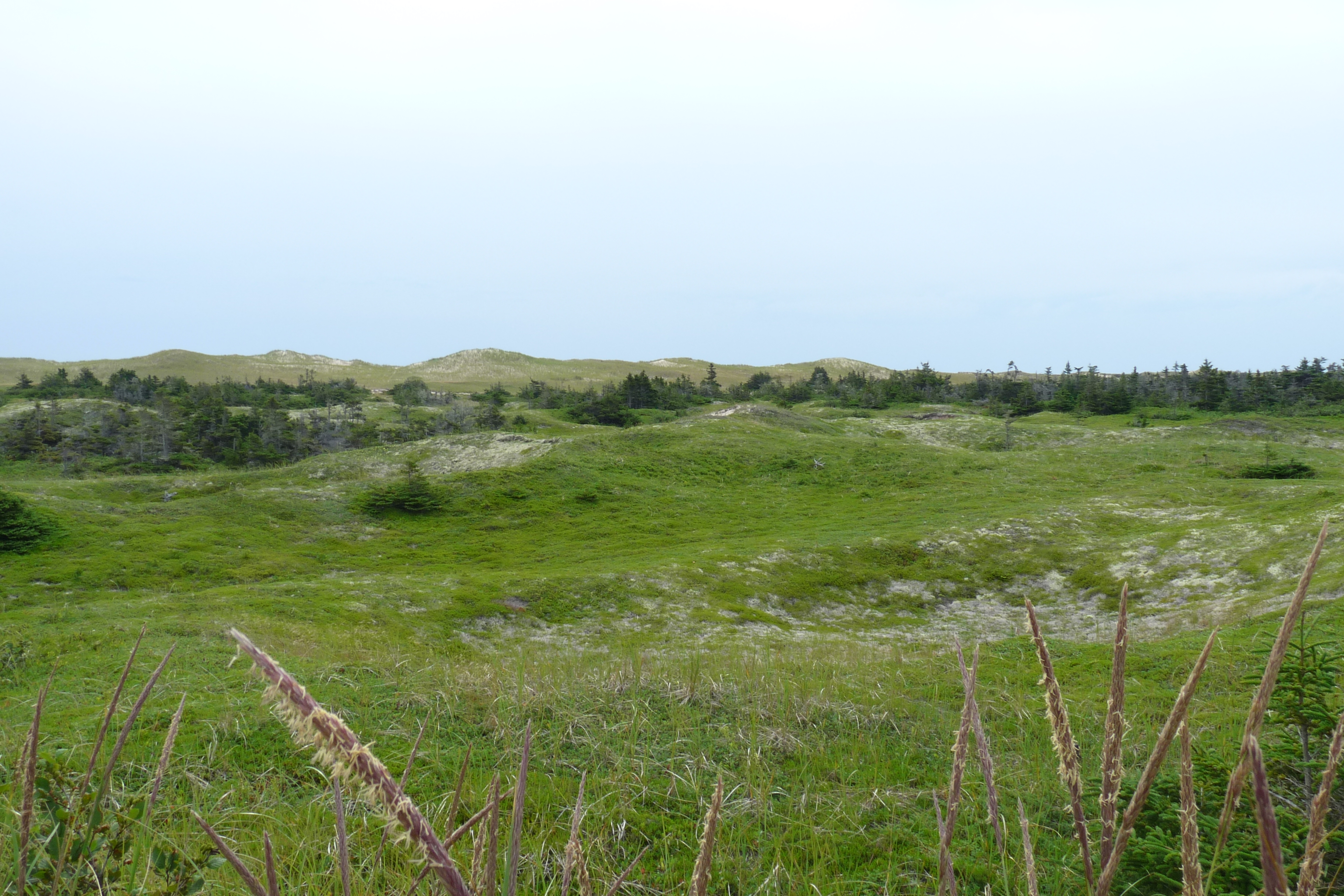
Le paysage varié de la pointe de l'Est

La réserve nationale de faune de la pointe de l'Est est située au nord-est de l'archipel des îles de la Madeleine, sur la pointe du même nom. Elle est accessible par la route 199. Elle partage ses limites avec le refuge faunique de la Pointe-de-l'Est qui comprend le reste de la pointe. La réserve est aussi entièrement située dans la zone importante pour la conservation des oiseaux de l'île de l'Est. La réserve a une superficie de 724 ha, de plus le gouvernement du Canada possède 258 ha de terres qui sont adjacente à la réserve, mais non incluse dans celle-ci.

## Géographie
Les îles de la Madeleine font partie du bassin des Maritimes. L'archipel en lui-même est composé de roches métasédimentaires et volcaniques qui ont été soulevées par d'épais dépôts de sel. L'érosion a quant à elle libéré le sable et le gravier de ces roches. La pointe de l'Est est essentiellement  une flèche littorale formée entre la Grosse Île et l'île de la Grande Entrée. Elle est composée majoritairement de sable littoral et dunaire provenant de l'érosion des plateaux gréseux des îles. Cette érosion apporte constamment de nouveaux matériaux qui forment par la force du vent des dunes et des crêtes de plages. Dans l'ensemble la pointe est composée de dépôts de sable stabilisés par le réseau racinaire de l'ammophile à ligule courte (Ammophila breviligulata).  À l'exception d'une petite portion au nord-est qui est composée de grès et siltstones du Permien, la grande majorité du sous-sol est composée de tombolos de sable du Quaternaire.
Le territoire de la pointe de l'Est est composé de dunes, de landes, de deux grandes lagunes, de prés salés, de marais et d'immenses plages. La baie Clarke, la lagune la plus au nord est influencée par la marée. L'étang de l’Est est quant à lui seulement envahi par la mer lors des grandes marées.
Près au sud de baie Clarke, ont retrouve une très grande dune parabolique, qui serait l'une des plus importantes en Amérique du Nord.

### Climat
Les îles de la Madeleine sont l'endroit au climat le plus tempéré au Québec. L'écart saisonnier des températures y est moins marqué et les hivers beaucoup plus doux qu'à Montréal. La température moyenne annuelle est de 4,4 °C. La température mensuelle y est de −6,3 °C en janvier et de 16,6 °C en juillet. Les précipitations annuelles y sont de 898 mm et la saison sans gel y est de 160 jours.
L'amplitude des marées n'y est que de 60 cm, l'une des plus faibles du golfe du Saint-Laurent, car l'archipel est situé près du point amphidromique de ce dernier. La proximité de ce point fait que le nord de l'archipel n'est soumis qu'à des marées de type diurne (soit une marée haute et une marée basse par jour), contrairement aux autres côtes du golfe qui sont soumises à deux marées par jour.

## Milieu naturel

### Flore

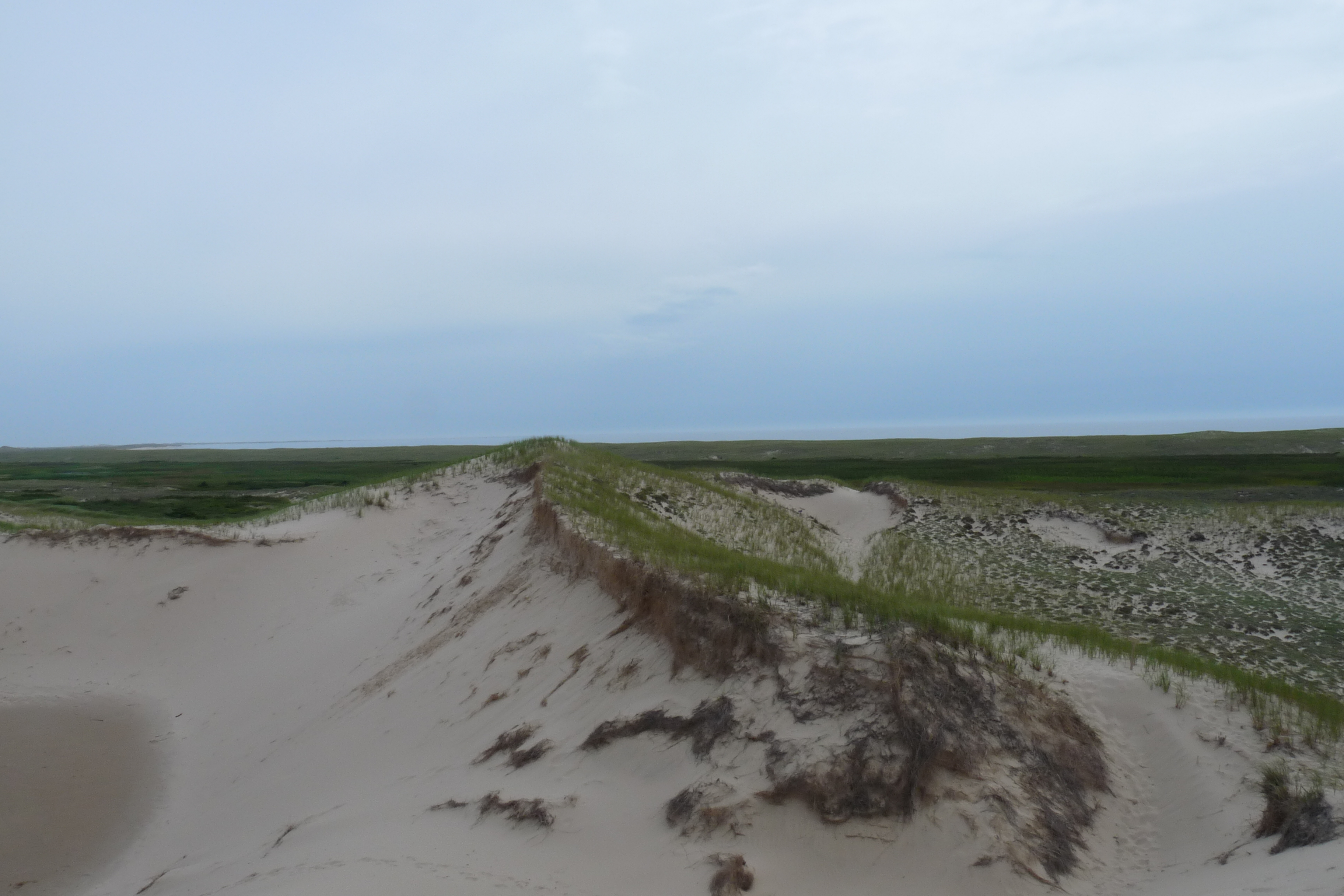
Dune active recouverte d'ammophiles d'un côté.

Lors d'un inventaire sur les plantes envahissantes effectué en 2019, on a dénombré 191 espèces végétales dans la réserve. De ce nombre 31 sont introduites, deux sont considérées comme envahissantes et quatre ont un statut précaire. Les milieux de la réserves sont composés de grandes plages sablonneuses, de dunes littorales qui sont entrecoupées de milieux humides. Les dunes mobiles sont dominé par les ammophiles. On retrouve ensuite la lande à camarine. Ces dernières sont finalement remplacé par des épinettes rabougries avec les lichens et les prés salés. Le reste du territoire est couvert par des marais d’eau douce ou saumâtre dominés par des plantes hydrophiles.
Le haut de plage est colonisé en premier lieu par le Caquillier édentulé et la Honckénye faux-pourpier. L'avant dune et le haut des dunes est dominé par l'Ammophile à ligule courte. Sur la pente intérieur de la dune, on retrouve la Gesse maritime, l'Armoise de Steller, le Cirier de Pennsylvanie et le jonc de la Baltique. Une fois la dune stabilisé, les plantes éricacées s'y installent. On y retrouve entre autres la Camarine noire, la Camarine noire-pourprée, le raison d'ours comme plantes dominantes. On y retrouve aussi le Genévrier commun, le Genévrier horizontal, l'Airelle rouge, le Bleuet à feuilles étroites, le Bleuet fausse-myrtille, le Corème de Conrad (en) et l'Hudsonie tomenteuse. 

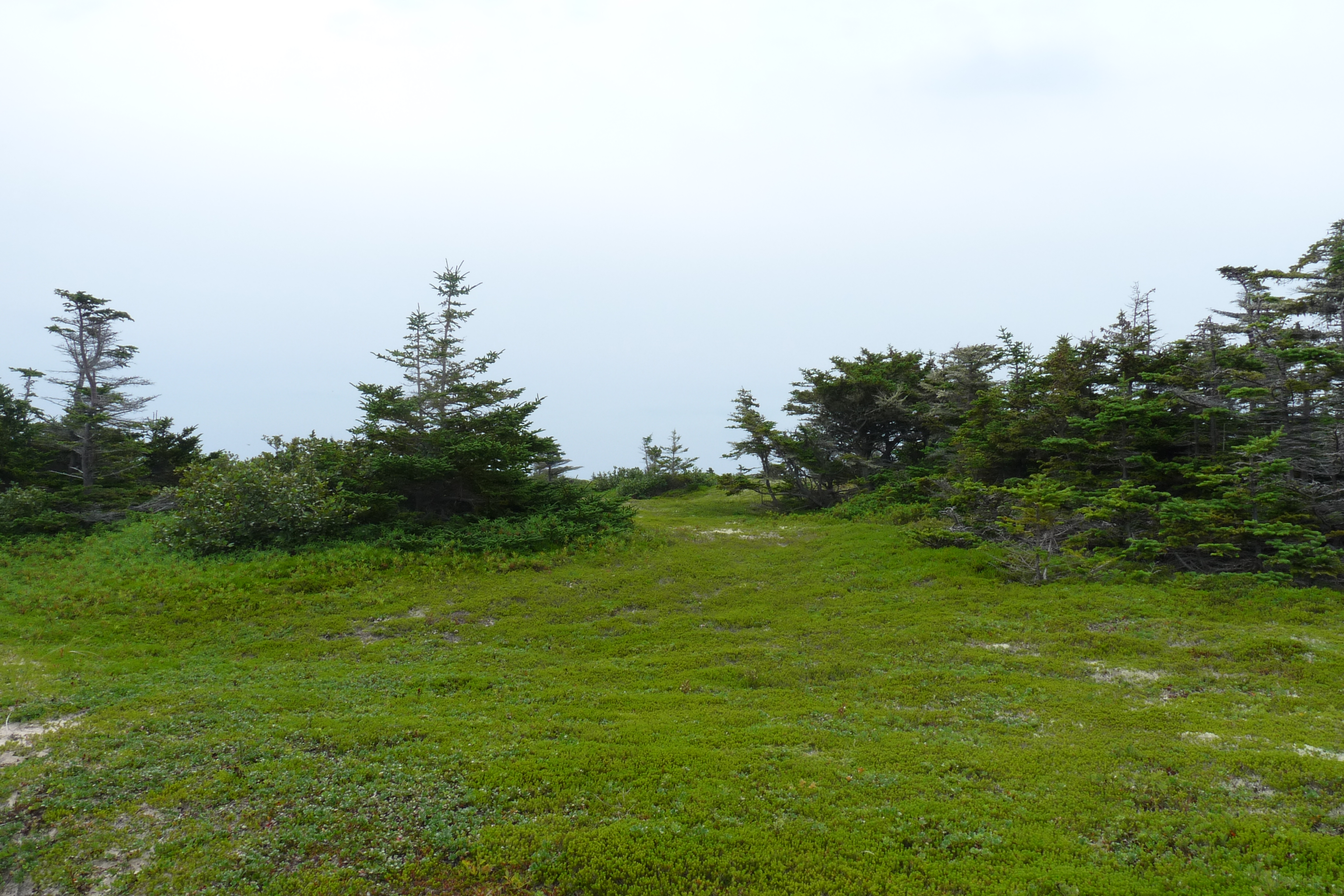
Forêt rabougrie

Les dunes les plus stables sont couverte de forêts rabougris d'Épinette blanche et de Sapin baumier qui représente le dernier stade végétal du milieu. On retrouve dans cette forêt le Bouleau à papier le Peuplier faux-tremble et le Cerisier de Pennsylvanie.

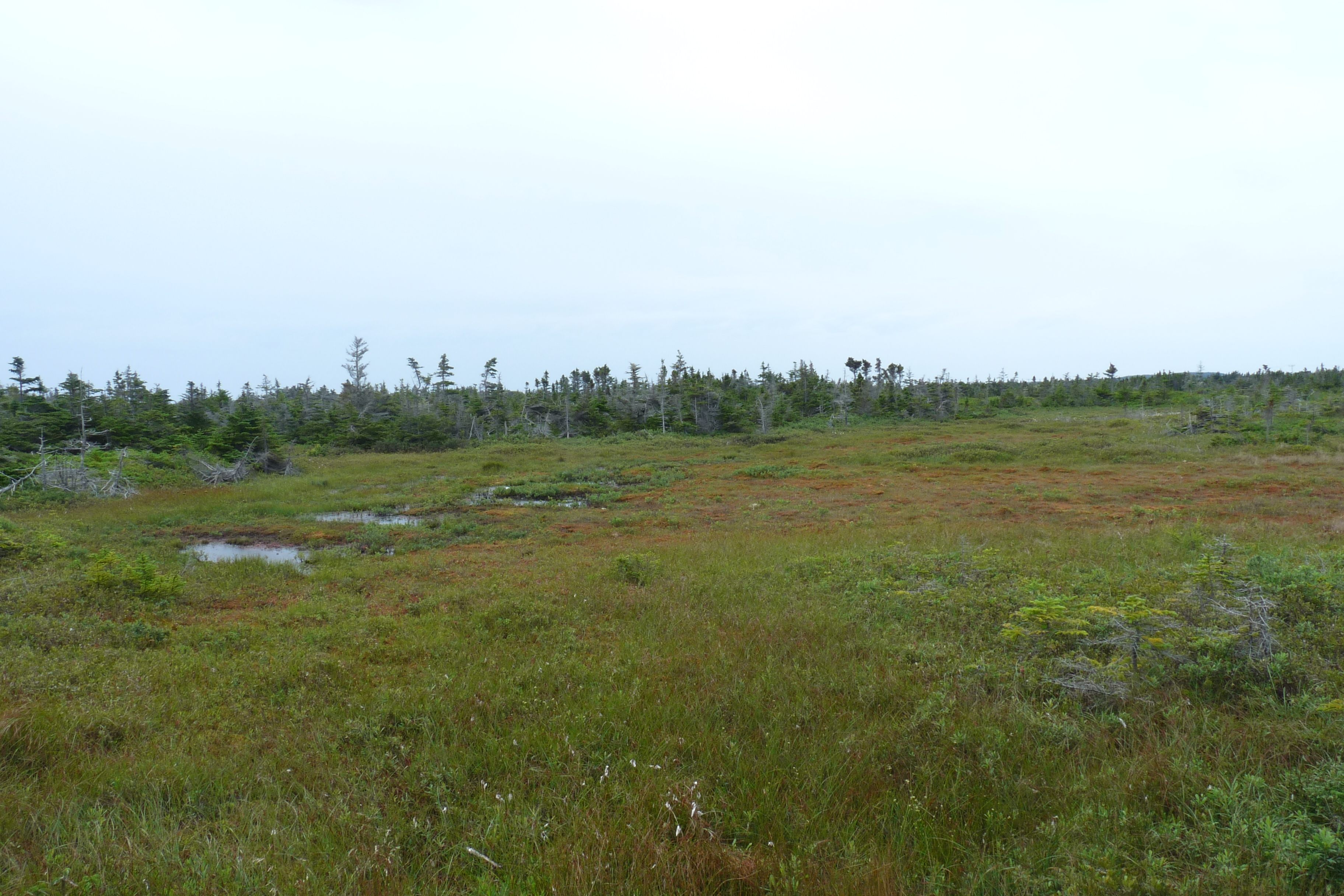
Marais et arbuste dans la réserve.

Le marais salé intertidal, qui comprend une bonne partie de la baie Clark, est peuplé de plantes halophytes. On y retrouve de nombreuses plante pionières comme la Salicorne de Virginie, la Glaux maritime et la Spartine alterniflore. Plus loin de la mer on retrouve le pré salé, qui est dominé par le jonc de la Baltique qui est accompagné par la spartine étalée et la Spartine pectinée. Des les marais d'eau douce, on retrouve le Grand nénuphar jaune (en), les Scirpes (Scirpus spp.), la Quenouille à feuilles larges, l'Iris versicolore, le Trèfle d'eau et le calamagrostide du Canada. L'Aulne blanc est considéré comme l'étape finale de cette végétation. Dans les tourbière à Sphaignes, on retrouve le Calopogon tubéreux, une orchidée, ainsi que deux plantes carnivores, soit la Sarracénie pourpre et la Droséra à feuilles rondes.

### Faune

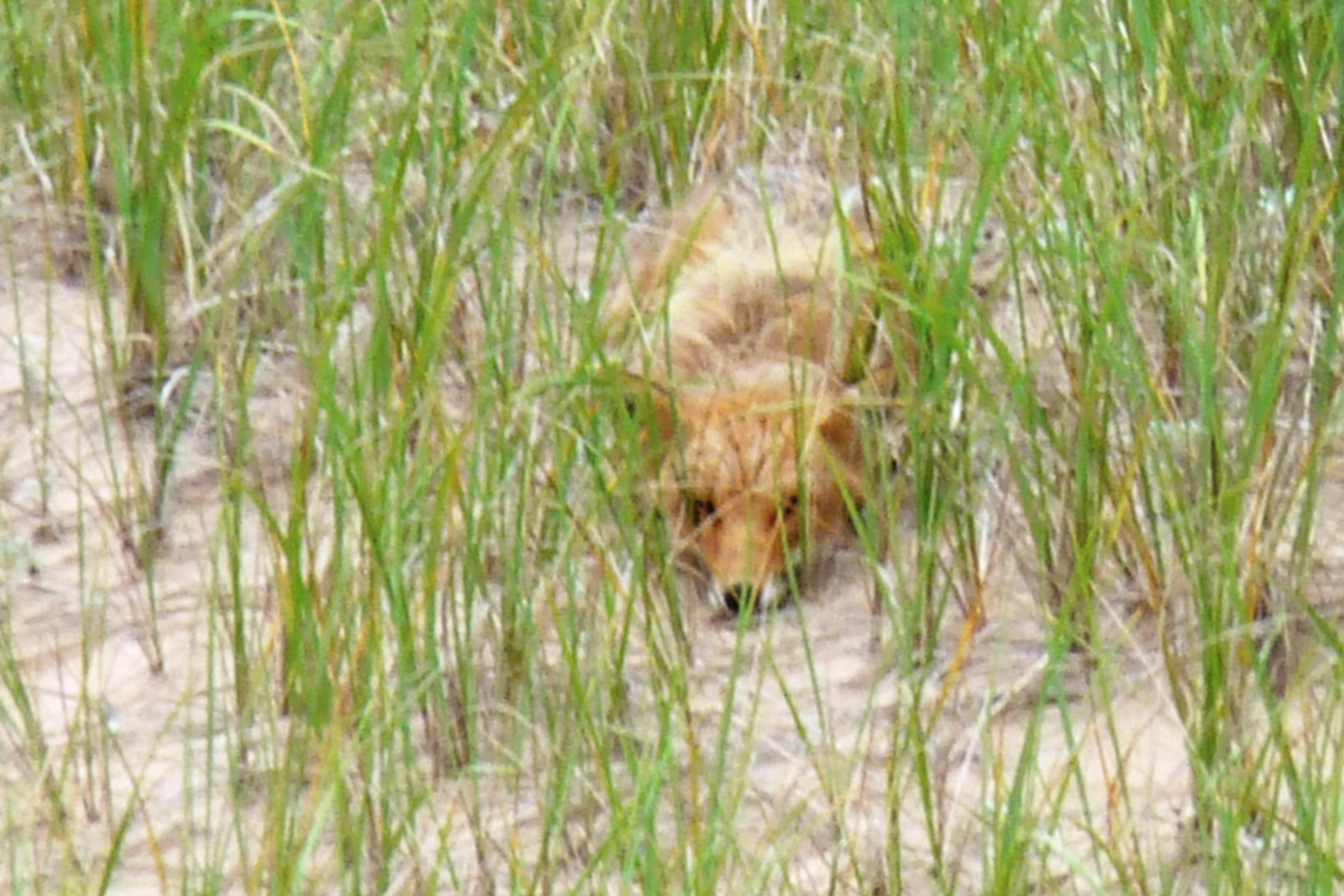
un renard roux

Lors des divers inventaires fait par les ornithologues amateurs, environ 215 espèces ont été observé sur la pointe de l'Est entre 1993 et 2012. Un inventaire fait par le Service canadien de la faune en 2007 y a recensé 144 espèces. Le Bruant fauve, la Paruline rayée, le Bruant des prés et le Bruant à gorge blanche y ont été observés dans plus la moité des stations d'observations. Le Merle d'Amérique, le Bruant des marais, la corneille d'Amérique, la Bécassine de Wilson, la Marouette de Caroline, le Goéland marin, la Paruline masquée, la Paruline à croupion jaune et le Troglodyte des forêts ont été observé entre 30 et 50% des stations. On y retrouve aussi des espèces coloniales comme le Fou de Bassan et le Cormoran à aigrettes. D'autres espèces abondantes observées sont le Jaseur d'Amérique et le Bec-croisé bifascié. Sept espèces, soit le Grand Héron, le Goéland marin, le Sterne pierregarin, la Corneille d'Amérique, le Grand Corbeau, le Merle d'Amérique et le Bruant des prés ont été observé tous les jours de l'inventaire.
16 espèces de sauvagines ont été observé en 2007 dans les étangs de la pointe de l'Est. 14 espèces sont considérés comme nicheuses et deux comme estivantes. Des nids ont été confirmés pour cinq espèces, soint le Canard noir, le Canard pilet, la Sarcelle d'hiver, le Canard d’Amérique et le fuligule à collier. Les limicoles sont représentés par 23 espèces, dont 20 sont des réguliers des îles de la Madeleine. Les espèces les plus observé lors des migrations automnales sont le Pluvier argenté et le Bécasseau sanderling. Le Pluvier semipalmé, le Courlis corlieu, Bécasseau semipalmé, le Bécasseau minuscule, le Tournepierre à collier et le Grand Chevalier ont été observés régulièrement. Seul des nids de Chevalier grivelé ont été observé en 2007, mais la Bécassine de Wilson, le Pluvier kildir, le Pluvier siffleur et le Bécasseau minuscule sont considérés comme nicheuse sur la pointe de l'Est. 
Neuf espèces de Laridés ont été observé dans la réserve, dont cinq sont nicheuses. Une colonie de Sternes pierregarins et Sterne arctiques est présente sur un îlot de l'étang le Flat Sand comprenait 351 nids lors d'un inventaire de 2007. Une petite colonie de Mouettes rieuses est présente sur un îlot près de la réserve, cette dernière comprenait 9 nids en 2014. On y a aussi observé le Goéland marin nicher sur la pointe de l'Est en 2007, 2024 et 2017. On y a aussi observer la Mouette tridactyle, le Goéland argenté, le Goéland à bec cerclé et le Goéland arctique. Le Fou de Bassan y est observé en grand nombre, principalement du la à colonie présente aux rochers aux Oiseaux, située à 32 km de la pointe, On y observe aussi en abondance le Grand Héron, dont deux héronnières sont situées à proximité de la réserve.
La réserve est aussi une halte migratoire importante pour les limicoles comme le pluvier argenté (Pluvialis squatarola), le bécasseau sanderling (Calidris alba) et le grand chevalier (Tringa melanoleuca).
On retrouve une dizaine d'espèces de mammifères sur l'archipel dont la Souris sylvestre, le Campagnol des champs, le Lièvre d'Amérique, l'Écureuil roux, le Renard roux, la Souris commune et le  Rat surmulot. La seule chauve souris détecté dans la réserve est du genre Myotis, mais les inventaires sonores n'ont plus déterminé s'il s'agit de la petite chauve-souris brune ou de la chauve-souris nordique. On y observe depuis les années 2000 la présence de coyote sur l'archipel. L'écureuil roux a été introduit en 1975 et le lièvre en 1994, ce dernier étant le seconde tentative après une infructueuse au xixe siècle.
Le Service canadien de la faune n'a effectué aucun inventaire des poissons ou insectes présents sur la réserve. Bien que la grenouille verte soit présente dans l'archipel, aucun individus n'a été observé dans le nord de celui-ci, dont la réserve.
Trois espèces sont protégées par la loi sur les espèces en péril et sont présentes dans la réserve, soit le pluvier siffleur, le grèbe esclavon et la Sterne de Dougall (Sterna dougallii).

## Histoire
Les plus anciens artéfacts trouvés aux îles de la Madeleine datent entre le 8 500 à 2 500 années avant aujourd'hui, soit lors du Paléoindien tardif et de l'Archaïque maritime. Plusieurs artéfacts ont été trouvés datant de la période sylvicole (entre 2 500 et 500 ans avant aujourd'hui). L'archipel ne semble avoir été occupé principalement de manière saisonnière, pour des raisons peu documentées. On sait qu'à l'arrivée des Européens, L'archipel était pour les Autochtones un vaste territoire de pêche et de chasse, comprenant entre autres le morse et le phoque.
À partir du XVIe siècle, les chasseurs et pêcheurs français, portugais et basques se sont ajoutés aux Autochtones. Les littoraux des îles étaient propices au séchage des morues. On y produisait aussi de la peau, de l'ivoire et L'huile à partir des morses et des phoques.
À l'arrivée des Français, les îles sont occupées de manière estivale par les Micmacs. Ces derniers étaient entre autres capables de fabriquer des canots capables de circuler en pleine mer. Ils fréquentaient les îles de la Madeleine probablement pour le morse, les colonies d'oiseaux et l'ocre rouge. On pense que c'est l'absence de grands mammifères terrestres qui a empêché l'occupation permanente de l'île. Ces derniers donnaient à l'île de nom de « Memquit » ou « Mewquit » (île flottant sur l'eau) et plus tard de « Menagoesenog » (îles battues par le ressac).
L'archipel est décrit la première fois par Jacques Cartier lors de son premier voyage le 25 juin 1534 où il aperçoit les rochers aux Oiseaux, l'île Brion et la Grosse Île.
Après plusieurs tentatives d'établissement, ce n'est quand 1761 que des Acadiens de l'Île-du-Prince-Édouard, de l'île du Cap-Breton et de la baie des Chaleurs s'installent en permanence aux îles. Ces derniers vivent principalement de la pêche et chasse aux mammifères marins.
C'est en 1968 que le Service canadien de la faune propose de créer une réserve nationale de faune sur la pointe de l'Est des îles de la Madeleine pour protéger et mettre en valeur des habitats pour les oiseaux migrateurs. Entre 1975 et 1977, le gouvernement fait l'acquisition de 23 lots. La réserve est officiellement créer le 27 avril 1978. En 1992, la réserve est agrandie de 62,2 ha, permettant de consolider le territoire. Un premier plan de gestion est publié en 1986 et un second en 2020..

## Administration et tourisme
La réserve est administrée par le Service canadien de la faune, une division d'Environnement Canada. Le service canadien de la faune a délégué à l'organisme la Salicorne les activités d'animation et de sensibilisation de la réserve. La réserve comprend 8 km de sentier de randonnée pédestre avec des panneaux d'interprétation. La Salicorne offre aussi des visites guidés.
.La chasse sportive aux oiseaux migrateurs est autorisée dans la réserve. Il est aussi possible d'y circuler en véhicule tout-terrain sur les sentiers désigné. 